# Gewerberegionen
Als Gewerberegionen bezeichnet man in der Schweiz Gebiete oder Landschaften, die im Spätmittelalter oder in der frühen Neuzeit von bestimmten Gewerben im Bereich von Handwerk und Heimarbeit geprägt wurden (unter Ausschluss der landwirtschaftlichen Agrarzonen und spezieller Industrieregionen). Von Gewerberegionen kann man da sprechen, wo grössere Gebiete in den Produktionsprozess einbezogen waren und das betreffende Gewerbe volkswirtschaftlich ins Gewicht fiel. In der Regel handelte es sich um Exportgewerbe, bei denen die Verbindung von Produktion und Handel sowie die arbeitsteilige Produktion, vor allem im kapitalistischen Verlagssystem, günstige Stückkosten bzw. Verbraucherpreise und damit einen breiten Absatz garantierten. Viele Gewerberegionen nahmen ihren Anfang auf Stadtboden und bezogen erst später Arbeitskräfte des Hinterlands in die Produktion ein. Wichtig, aber nicht allein ausschlaggebend war die Lage an überregional bedeutenden Verkehrsverbindungen. Obrigkeitliche Gewerbepolitik (u. a. geschützte Produktion, strenge Produktevorschriften und Kontrollen zur Erzielung von Exportqualität) konnte die Entwicklung von Gewerberegionen fördern, aber auch behindern, zumal bei Eingriffen der Zünfte in die Gewerbefreiheit. Die Gewerberegionen der Schweiz wurden weitgehend vom Textilsektor beherrscht und weder durch politische noch konfessionelle Grenzen behindert.

## Spätmittelalter
In der spätmittelalterlichen Schweiz entstanden aber auch Exportgewerbe, die ausschliesslich in der Hand des in der Stadt niedergelassenen Handwerks lagen und auf Städte beschränkt blieben, so im 14. und 15. Jahrhundert in Zürich das Geschäft mit Seide, in Freiburg das mit Wolle und in Luzern das mit Sensen. Stadtgebunden waren auch die nach 1550 durch französische und italienische protestantische Glaubensflüchtlinge eingeführte Wollweberei, Seidenverarbeitung und Posamenterei in Genf, Zürich und Basel. Als einzige spätmittelalterliche Gewerberegion gilt der Grossraum Ostschweiz-Bodensee-Schwaben mit der Produktion von Leinwand. Leinenspinnerei und Leinenweberei samt Veredelungsgewerben (Bleicherei, Walkerei, Färberei) stützten sich hier auf Städte – anfangs vor allem Konstanz, später St. Gallen –, aber auch auf Landschaften und kleinere Märkte (z. B. Wil, Bischofszell). Die Ostschweizer Leinwand-Region bestand vom 13. bis ins 18. Jahrhundert und wies damit von allen schweizerischen Gewerberegionen die längste Tradition auf. Erst nach 1550 entstanden weitere Gewerberegionen in der Nord-, Zentral- und Westschweiz.

## Frühneuzeit
Die Gewerberegionen der Nordschweiz gingen von den Exportgewerben der Woll- und Seidenbranche und der Posamenterei der Städte Genf, Zürich und Basel aus. Die Erweiterung zu Gewerberegionen wurde von zwei Faktoren bestimmt: Die Refugianten, mehrheitlich Kaufleute, bauten ihre Gewerbe als kombinierte Produktions- und Handelsunternehmen auf. Zunehmende Behinderung durch das zünftige Handwerk im 17. Jahrhundert führten in Genf zum Erliegen der Gewerbe, in Zürich behielten die Unternehmer zwar Geschäftssitz, Weberei und Ausrüstungsgewerbe in der Stadt, verlegten aber die Spinnerei (Woll-, Schappespinnerei) auf die Landschaft, und in Basel zogen Unternehmer auf die Landschaft und beschäftigten dort Heimarbeiter mit Posamenterei und Seidenspinnerei. Bei der Basler Seidenbandweberei blieb ab 1700 der Geschäftssitz in der Stadt, die Produktion verteilte sich auf Stadt und Land. Solchermassen entstanden im 17. und 18. Jahrhundert zwei weiträumige Gewerberegionen – die eine von Zürich aus bis in die Zentralschweiz, die andere von Basel aus in den Jura.
Neue und alte Textilzweige eroberten sich in den 1630er bzw. 1670er Jahren Gewerberegionen: Strumpf- und Hosenstrickerei (Lismerei) und -wirkerei verbreiteten sich zum Teil in bestehenden, nunmehr stark verdichteten Gewerberegionen der Seiden- und Leinenverarbeitung von Basel aus im Fürstbistum und Solothurnbiet, im Ober- und Unteraargau und nördlichen Luzernbiet bis nach Schaffhausen. In der Ostschweiz büsste die Stadt St. Gallen nach verschiedenen Krisen im 18. Jahrhundert die Führung im Leinwandgewerbe ein, das im Thurgau, in der Fürstabtei St. Gallen und im Appenzellerland als verkleinerte Gewerberegion mit neuen Zentren (u. a. Rorschach, Hauptwil, Bischofszell, Trogen, Herisau) überlebte. Nutzniesser dieser Entwicklung wurde aber vor allem die ab 1640 entstandene Leinwandregion im Bernbiet (Emmental, Oberaargau) und Luzernbiet (Amt Willisau, Entlebuch) unter einheimischen Handelshäusern, insbesondere in den Marktorten Langnau, Burgdorf und Langenthal. In der Zentralschweiz ging die Führung der früher von Zürich aus kontrollierten Schappespinnerei an lokale Firmen in neuen Verlagszentren, darunter vor allem Gersau, über.
Von grösster volkswirtschaftlicher Bedeutung war die Gewerberegion der Baumwollverarbeitung, die ab 1730, schon im Zeichen der Protoindustrialisierung, als Letzte entstand: Sie reichte von Genf bis an den Rhein, wobei sich Baumwollspinnerei und -weberei vor allem in den alten Gewerberegionen der Deutschschweiz in den heutigen Kantonen Aargau, Zürich, St. Gallen (Toggenburg), Appenzell und Glarus massierten. Der zugehörige Zeugdruck, von der West- bis in die Ostschweiz verbreitet, war an verschiedenen Orten (u. a. Genf, Neuenburg, Bern, Aarau, Zürich, Glarus) konzentriert.
Weitere Gewerberegionen entstanden in der Westschweiz des 18. Jahrhunderts: Die von Refugianten ab 1550 eingeführte Genfer Bijouterie und Uhrmacherei weitete sich von Genf und Umgebung bis in die Juratäler (Kanton Waadt, Neuenburg, Erguel) zur Gewerberegion der Uhrmacherei (Uhrenindustrie) aus, die über weite Teile auch die Region der Klöppelei (Spitzen) war. Im Freiamt entwickelte sich von Wohlen aus die kleine Gewerberegion der autochthonen Strohflechterei, die im Verlagssystem betrieben wurde.